# U-32 (1936)
El U-32 o Unterseeboot 32 fue un submarino alemán del  Tipo VIIA usado en la Segunda Guerra Mundial. 

## Construcción
Su quilla fue puesta sobre las gradas de los astilleros AG Weser de Bremen el 15 de marzo de 1936, desde donde fue botado al agua el 25 de febrero de 1937, y entregado a la Kriegsmarine el 15 de agosto de 1937 bajo el mando del Kapitänleutnant Werner Lott

## Mandos
Werner Lott fue relevado por Paul Büchel, y el 12 de febrero de 1940, el Oberleutnant Hans Jenisch tomó el mando del submergible, que conservó hasta su hundimiento.

## Historial de servicio

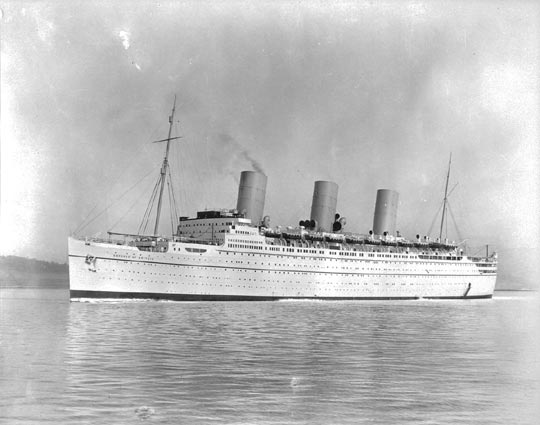
Empress of Britain

El U-32 realizó un total de nueve patrullas, en las que hundió un total de 20 buques, con un registro que totalizaba 116 836 toneladas de porte bruto, y daño cinco más con  un porte bruto total de 40 274 toneladas. El 28 de octubre de 1940, el U-32, bajo el mando de Hans Jenisch, hundió del buque de línea británico SS Empress of Britain II con un porte bruto de 42 348 toneladas, el cual, había sido dañado previamente por bombas alemanas. El Empress, fue el mayor buque hundido por un U-boat a lo largo de la contienda.

## Destino
El 30 de octubre de 1940, el U-32 fue hundido al noroeste de Irlanda, en la posición 55°37′N 12°19′O / 55.617, -12.317, por cargas de profundidad lanzadas desde los destructores británicos HMS Harvester y HMS Highlander. Nueve de sus tripulantes murieron en esta acción, y los 33 supervivientes, fueron tomados como prisioneros de guerra, incluido Jenisch, y permanecieron seis años y medio como tales en Gran Bretaña, hasta su retorno a Alemania en junio de 1947.